# Partido de Ação Nacionalista

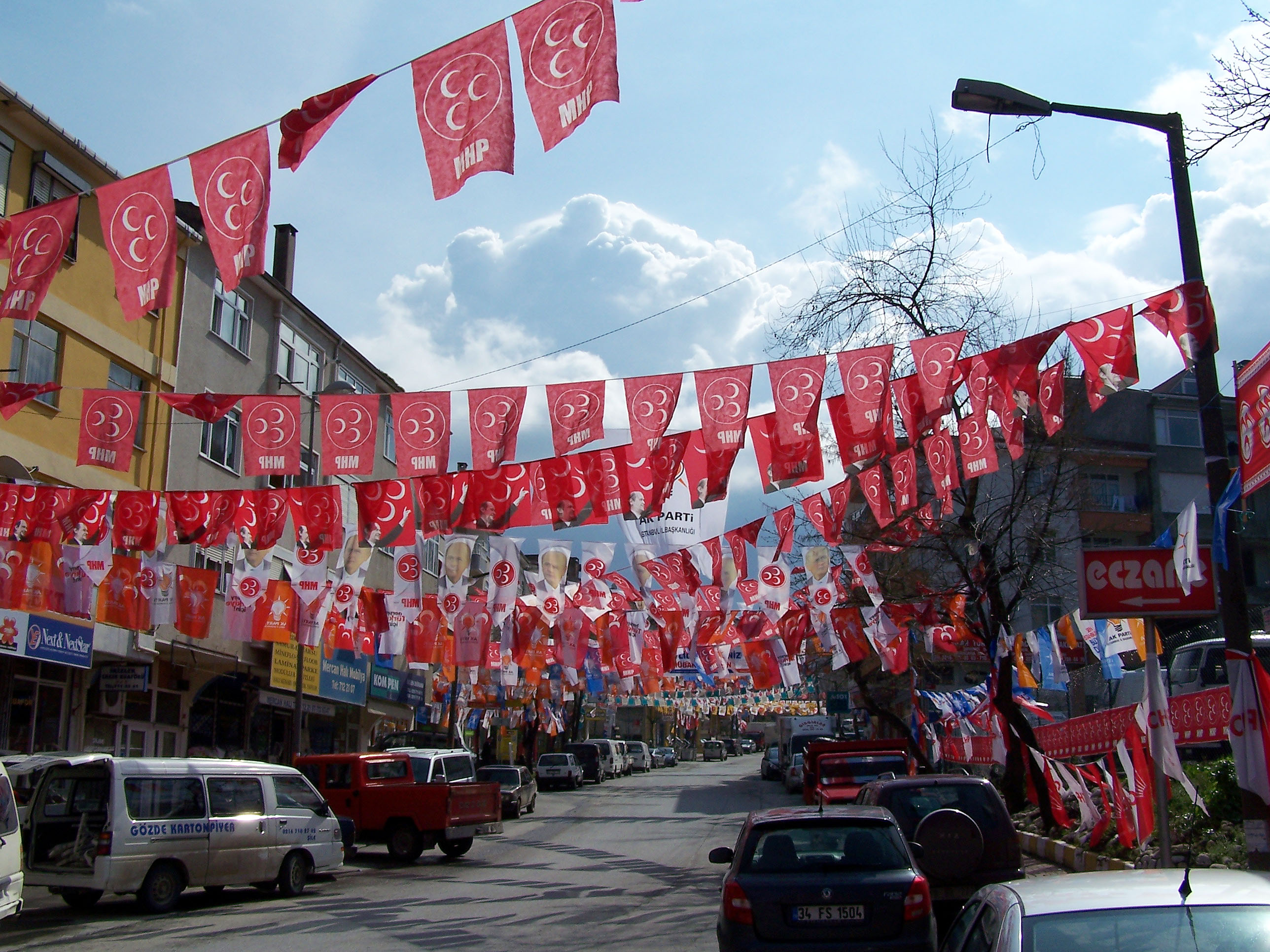
Bandeiras do MHP em Şile, durante a campanha eleitoral para as eleições locais de 2009.

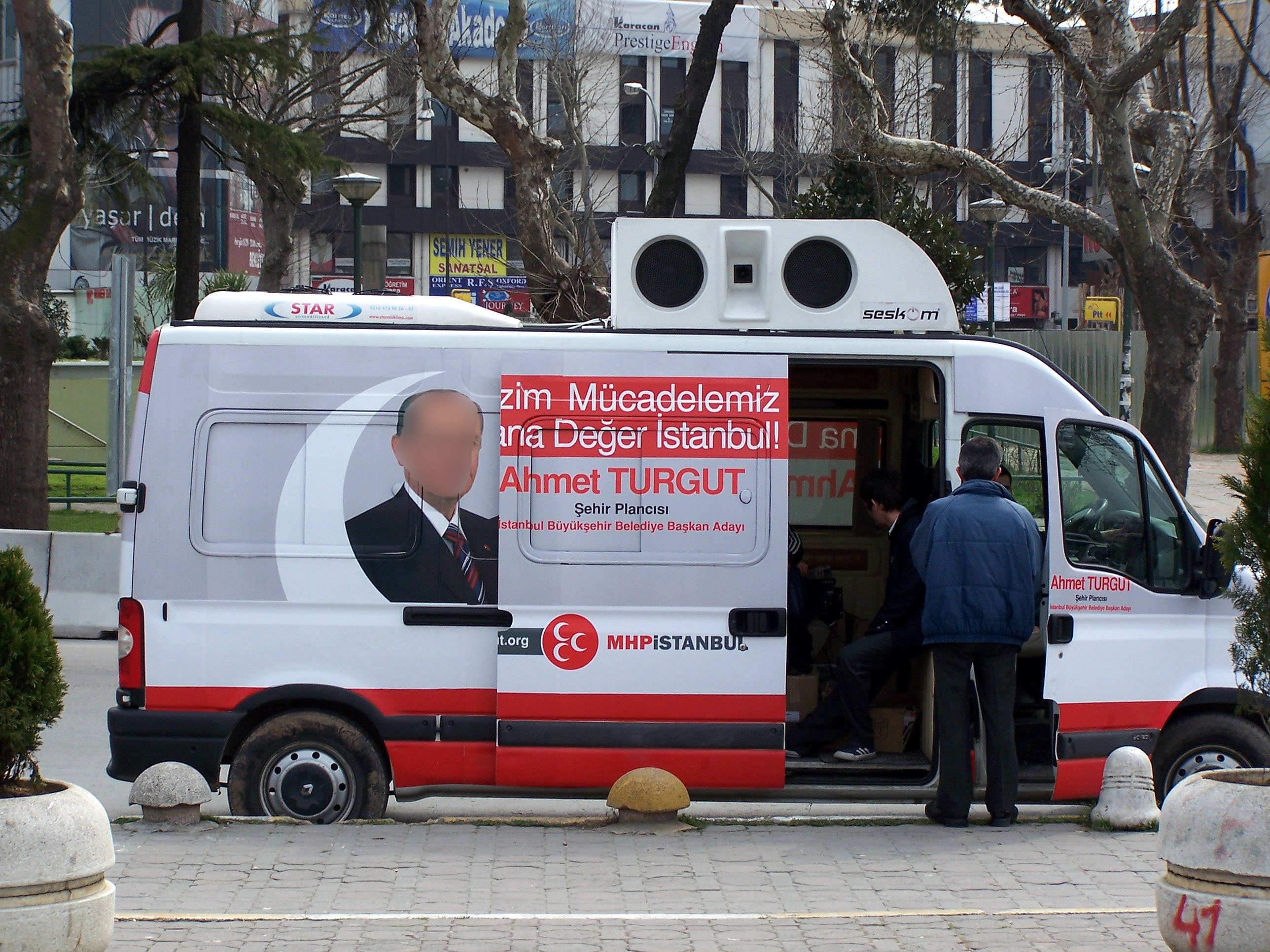
Carro da campanha eleitoral para as eleições locais de 2009 em Kadıköy, Istambul.

O Partido de Ação Nacionalista (em turco:  Milliyetçi Hareket Partisi; sigla: MHP), também traduzido como Partido do Movimento Nacionalista é um partido político nacionalista de direita ou de extrema-direita da Turquia.
Nas eleições legislativas de 22 de julho de 2007, o partido obteve 14,3% dos votos e 71 assentos no parlamento (Grande Assembleia Nacional da Turquia). Nas eleições anteriores, realizadas a 3 de novembro de 2002, tinha obtido 8,3%.

## História
A históra do MHP começou com a tomada do controlo do Partido Republicano da Nação dos Camponeses (Cumhuriyetçi Köylü Millet Partisi, CKMP), de ideologia conservadora, por Alparslan Türkeş, um turco cipriota, em 1965. Em 8 e 9 de fevereiro de 1969, esse partido mudou de nome para o atual num congresso extraordinário que decorreu em Adana.
O partido adotou o nacionalismo turco, imbuído de uma mitologia que sugere que todos os turcos partilham uma linhagem comum. Sob a liderança de Alparslan Türkeş e apoiado financeiramente pela CIA como parte das atividades anti-comunistas desta organização, milícias armadas ligadas ao partido foram responsáveis pelo assassinato de muitos esquerdistas durante os anos 1970. Em 1978, Ülkü Ocaklarını, líder dos Lobos Cinzentos, a ala juvenil do partido, gabou-se que eles tinham um serviço de inteligência (informações) superior ao do estado.
Quando o exército turco tomou o poder após o golpe de estado de 12 de setembro de 1980 liderado pelo general Kenan Evren, o MHP foi ilegalizado e muitos dos seus líderes foram presos. Muitos dos membros proeminentes juntaram-se ao Anavatan Partisi (Partido da Pátria) e a outros movimentos políticos de cariz islamista. Um membro do partido, Agâh Oktay Güner, comentou em tom irónico que a ideologia do partido estava no poder ao mesmo tempo que muitos dos seus apoiantes se encontravam na prisão.[carece de fontes?]
O partido foi refundado em 1983 com o nome de Partido Conservador (em turco: Muhafazakar Parti), nome que foi mudado em 1985 para Partido Trabalhista Nacionalista (Milliyetçi Çalışma Partisi) e novamente para o anterior em 1992. Em 1993, Muhsin Yazıcıoğlu e outros cinco deputados do MHP abandonaram o partido e fundaram o Partido da Grande União (Büyük Birlik Partisi, BBP), de cariz ultranacionalista e islamista.

## Resultados eleitorais

### Eleições legislativas
| Data    | CI.               | Votos             | %                 | +/-               | Deputados         | +/-               | Status            |
| ------- | ----------------- | ----------------- | ----------------- | ----------------- | ----------------- | ----------------- | ----------------- |
| 1969    | 5.º               | 275 091           | 3,0 / 100,0       |                   | 1 / 450           |                   | Oposição          |
| 1973    | 6.º               | 362 208           | 3,4 / 100,0       | 0,4               | 3 / 450           | 2                 | Oposição          |
| 1977    | 4.º               | 951 544           | 6,4 / 100,0       | 3,0               | 16 / 450          | 13                | Oposição          |
| 1983    | Banido/Dissolvido | Banido/Dissolvido | Banido/Dissolvido | Banido/Dissolvido | Banido/Dissolvido | Banido/Dissolvido | Banido/Dissolvido |
| 1987    | Banido/Dissolvido | Banido/Dissolvido | Banido/Dissolvido | Banido/Dissolvido | Banido/Dissolvido | Banido/Dissolvido | Banido/Dissolvido |
| 1991    | Banido/Dissolvido | Banido/Dissolvido | Banido/Dissolvido | Banido/Dissolvido | Banido/Dissolvido | Banido/Dissolvido | Banido/Dissolvido |
| 1995    | 6.º               | 2 301 343         | 8,2 / 100,0       |                   | 0 / 550           |                   | Extra-parlamentar |
| 1999    | 2.º               | 5 606 583         | 18,0 / 100,0      | 9,8               | 129 / 550         | 129               | Governo           |
| 2002    | 4.º               | 2 635 787         | 8,4 / 100,0       | 9,6               | 0 / 550           | 129               | Extra-parlamentar |
| 2007    | 3.º               | 5 001 869         | 14,3 / 100,0      | 5,9               | 71 / 550          | 71                | Oposição          |
| 2011    | 3.º               | 5 585 513         | 13,0 / 100,0      | 1,3               | 53 / 550          | 18                | Oposição          |
| 06/2015 | 3.º               | 7 520 006         | 16,3 / 100,0      | 3,3               | 80 / 550          | 27                | Oposição          |
| 11/2015 | 3.º               | 5 599 600         | 11,9 / 100,0      | 4,4               | 40 / 550          | 40                | Oposição          |
| 2018    | 4.º               | 5 564 517         | 11,1 / 100,0      | 0,8               | 49 / 600          | 9                 | Governo           |